# Noorse selecties op internationale voetbaltoernooien
Dit is een overzichtspagina met de selecties van het Noors voetbalelftal die deelnamen aan de grote internationale voetbaltoernooien.

## Olympische Spelen 1912
- Resultaat:

data corresponderend met situatie voorafgaand aan toernooi

## Olympische Spelen 1920
- Resultaat:

data corresponderend met situatie voorafgaand aan toernooi

## Olympische Spelen 1936
- Resultaat:  bronzen medaille

data corresponderend met situatie voorafgaand aan toernooi
| №                  | Naam              | Geboortedatum | Caps | Goals | Club          | Duels | Goal | Kreeg geel | Kreeg voor de tweede keer geel en dus rood | Weggestuurd |
| Doel               | Doel              | Doel          | Doel | Doel  | Doel          | Doel  | Doel | Doel       | Doel                                       | Doel        |
| ------------------ | ----------------- | ------------- | ---- | ----- | ------------- | ----- | ---- | ---------- | ------------------------------------------ | ----------- |
| —                  | Henry Johansen    | 21/07/1904    |      |       | Vålerenga IF  | 0     | 0    | -          | -                                          | -           |
| Verdediging        |                   |               |      |       |               |       |      |            |                                            |             |
| —                  | Nils Eriksen      | 05/03/1911    |      |       | Odd Grenland  | 4     | 0    | -          | -                                          | -           |
| —                  | Øivind Holmsen    | 28/04/1912    |      |       | FC Lyn Oslo   | 3     | 0    | -          | -                                          | -           |
| —                  | Fredrik Horn      | 08/06/1916    |      |       | FC Lyn Oslo   | 1     | 0    | -          | -                                          | -           |
| Middenveld         |                   |               |      |       |               |       |      |            |                                            |             |
| —                  | Rolf Holmberg     | 24/08/1914    |      |       | Odd Grenland  | 4     | 0    | -          | -                                          | -           |
| —                  | Jørgen Juve       | 22/11/1906    |      |       | FC Lyn Oslo   | 4     | 0    | -          | -                                          | -           |
| —                  | Frithjof Ulleberg | 10/09/1911    |      |       | FC Lyn Oslo   | 4     | 0    | -          | -                                          | -           |
| Aanval             |                   |               |      |       |               |       |      |            |                                            |             |
| —                  | Arne Brustad      | 14/04/1912    |      |       | FC Lyn Oslo   | 4     | 5    | -          | -                                          | -           |
| —                  | Odd Frantzen      | 20/01/1913    |      |       | SK Hardy      | 3     | 0    | -          | -                                          | -           |
| —                  | Sverre Hansen     | 23/06/1913    |      |       | Fram Larvik   | 1     | 0    | -          | -                                          | -           |
| —                  | Magnar Isaksen    | 13/10/1910    |      |       | FC Lyn Oslo   | 3     | 2    | -          | -                                          | -           |
| —                  | Reidar Kvammen    | 23/07/1914    |      |       | Viking FK     | 4     | 1    | -          | -                                          | -           |
| —                  | Alf Martinsen     | 29/12/1911    |      |       | Lillestrøm SK | 4     | 2    | -          | -                                          | -           |
| —                  | Magdalon Monsen   | 19/04/1910    |      |       | SK Hardy      | 1     | 0    | -          | -                                          | -           |
| Bondscoach         |                   |               |      |       |               |       |      |            |                                            |             |
| Vlag van Noorwegen | Asbjørn Halvorsen | 03/12/1898    |      |       |               |       |      |            |                                            |             |

## WK-eindronde 1938
- Resultaat: achtste finales

data corresponderend met situatie voorafgaand aan toernooi
| №                  | Naam               | Geboortedatum | Caps | Goals | Club           | Duels | Goal | Kreeg geel | Kreeg voor de tweede keer geel en dus rood | Weggestuurd |
| Doel               | Doel               | Doel          | Doel | Doel  | Doel           | Doel  | Doel | Doel       | Doel                                       | Doel        |
| ------------------ | ------------------ | ------------- | ---- | ----- | -------------- | ----- | ---- | ---------- | ------------------------------------------ | ----------- |
| —                  | Henry Johansen     | 21/07/1904    |      |       | Vålerenga IF   | 1     | 0    | -          | -                                          | -           |
| —                  | Sverre Nordby      | 13/03/1910    |      |       | Mjøndalen IF   | 0     | 0    | -          | -                                          | -           |
| —                  | Anker Kihle        | 19/04/1917    |      |       | Storm BK       | 0     | 0    | -          | -                                          | -           |
| Verdediging        |                    |               |      |       |                |       |      |            |                                            |             |
| —                  | Nils Eriksen       | 05/03/1911    |      |       | Odd Grenland   | 1     | 0    | -          | -                                          | -           |
| —                  | Oddmund Andersen   | 21/12/1915    |      |       | Mjøndalen IF   | 0     | 0    | -          | -                                          | -           |
| —                  | Øivind Holmsen     | 28/04/1912    |      |       | FC Lyn Oslo    | 1     | 0    | -          | -                                          | -           |
| —                  | Roald Amundsen     | 01/06/1903    |      |       | Mjøndalen IF   | 0     | 0    | -          | -                                          | -           |
| —                  | Rolf Johannesen    | 15/03/1910    |      |       | Fredrikstad FK | 1     | 0    | -          | -                                          | -           |
| Middenveld         |                    |               |      |       |                |       |      |            |                                            |             |
| —                  | Rolf Holmberg      | 24/08/1914    |      |       | Odd Grenland   | 1     | 0    | -          | -                                          | -           |
| —                  | Gunnar Andreassen  | 15/01/1913    |      |       | Fredrikstad FK | 0     | 0    | -          | -                                          | -           |
| —                  | Kristian Henriksen | 03/03/1911    |      |       | FC Lyn Oslo    | 1     | 0    | -          | -                                          | -           |
| —                  | Jørgen Juve        | 22/11/1906    |      |       | FC Lyn Oslo    | 0     | 0    | -          | -                                          | -           |
| —                  | Sverre Hansen      | 23/06/1913    |      |       | Fram Larvik    | 0     | 0    | -          | -                                          | -           |
| Aanval             |                    |               |      |       |                |       |      |            |                                            |             |
| —                  | Alf Martinsen      | 29/12/1911    |      |       | Lillestrøm SK  | 0     | 0    | -          | -                                          | -           |
| —                  | Arne Brustad       | 14/04/1912    |      |       | FC Lyn Oslo    | 1     | 1    | -          | -                                          | -           |
| —                  | Arne Ileby         | 02/12/1913    |      |       | Fredrikstad FK | 0     | 0    | -          | -                                          | -           |
| —                  | Hjalmar Andresen   | 18/07/1914    |      |       | Sarpsborg FK   | 1     | 0    | -          | -                                          | -           |
| —                  | Knut Brynildsen    | 23/07/1917    |      |       | Fredrikstad FK | 1     | 0    | -          | -                                          | -           |
| —                  | Magnar Isaksen     | 13/10/1910    |      |       | FC Lyn Oslo    | 1     | 0    | -          | -                                          | -           |
| —                  | Odd Frantzen       | 20/01/1913    |      |       | Hardy FK       | 1     | 0    | -          | -                                          | -           |
| —                  | Reidar Kvammen     | 23/07/1914    |      |       | Viking FK      | 1     | 0    | -          | -                                          | -           |
| Bondscoach         |                    |               |      |       |                |       |      |            |                                            |             |
| Vlag van Noorwegen | Asbjørn Halvorsen  | 03/12/1898    |      |       |                |       |      |            |                                            |             |

## Olympische Spelen 1952
- Resultaat: eerste ronde

data corresponderend met situatie voorafgaand aan toernooi
| №                 | Naam               | Geboortedatum | Caps | Goals | Club               | Duels | Goal | Kreeg geel | Kreeg voor de tweede keer geel en dus rood | Weggestuurd |
| Doel              | Doel               | Doel          | Doel | Doel  | Doel               | Doel  | Doel | Doel       | Doel                                       | Doel        |
| ----------------- | ------------------ | ------------- | ---- | ----- | ------------------ | ----- | ---- | ---------- | ------------------------------------------ | ----------- |
| 1                 | Asbjørn Hansen     | 29/05/1930    | ??   | 0     | IL Sparta          | 0     | 0    | 0          | 0                                          | 0           |
| 12                | Tom Blohm          | 29/06/1920    | 19   | 0     | FC Lyn Oslo        | 1     | 0    | 0          | 0                                          | 0           |
| Verdediging       |                    |               |      |       |                    |       |      |            |                                            |             |
| 2                 | Erik Holmberg      | 23/05/1922    | 24   | 0     | Fredrikstad FK     | 1     | 0    | 0          | 0                                          | 0           |
| 3                 | Harry Karlsen      | 14/03/1920    | 32   | 0     | Larvik TIF         | 1     | 0    | 0          | 0                                          | 0           |
| 5                 | Thorbjørn Svenssen | 22/04/1924    | 31   | 0     | Sandefjord Fotball | 1     | 0    | 0          | 0                                          | 0           |
| 13                | Oddvar Hansen      | 11/04/1921    | ??   | ?     | SK Brann           | 0     | 0    | 0          | 0                                          | 0           |
| 14                | Dag Henriksen      | 11/02/1928    | ??   | ?     | Eik-Tønsberg       | 0     | 0    | 0          | 0                                          | 0           |
| Middenveld        |                    |               |      |       |                    |       |      |            |                                            |             |
| 4                 | Thorleif Olsen     | 15/11/1921    | 10   | 0     | Vålerenga IF       | 1     | 0    | 0          | 0                                          | 0           |
| 6                 | Bjørn Spydevold    | 08/09/1918    | 33   | 0     | Fredrikstad FK     | 1     | 0    | 0          | 0                                          | 0           |
| 7                 | Ragnar Hvidsten    | 03/12/1926    | 10   | 0     | Skeid Fotball      | 1     | 0    | 0          | 0                                          | 0           |
| 15                | Dagfinn Nilsen     | 30/04/1920    | 1    | 0     | Odd Grenland       | 0     | 0    | 0          | 0                                          | 0           |
| 16                | Leif Pedersen      | 30/01/1924    | 0    | 0     | Fredrikstad FK     | 0     | 0    | 0          | 0                                          | 0           |
| Aanval            |                    |               |      |       |                    |       |      |            |                                            |             |
| 8                 | Gunnar Thoresen    | 21/07/1920    | 34   | 13    | Larvik TIF         | 1     | 0    | 0          | 0                                          | 0           |
| 9                 | Odd Sørensen       | 22/12/1922    | 16   | 13    | IL Sparta          | 1     | 1    | 0          | 0                                          | 0           |
| 10                | Henry Johannesen   | 12/12/1923    | 7    | 5     | Fredrikstad FK     | 1     | 0    | 0          | 0                                          | 0           |
| 11                | Gunnar Dahlen      | 28/04/1918    | 18   | 4     | SK Freidig         | 1     | 0    | 0          | 0                                          | 0           |
| 17                | Ove Ødegaard       | 11/04/1931    | ?    | ?     | Odd Grenland       | 0     | 0    | 0          | 0                                          | 0           |
| 18                | Tor Jevne          | 21/11/1928    | ?    | ?     | Skeid Fotball      | 0     | 0    | 0          | 0                                          | 0           |
| 19                | Kjell Kristiansen  | 19/03/1925    | ?    | ?     | Asker Fotball      | 0     | 0    | 0          | 0                                          | 0           |
| 20                | Egil Johnny Orre   | 09/12/1920    | 0    | 0     | Asker Fotball      | 0     | 0    | 0          | 0                                          | 0           |
| Bondscoach        |                    |               |      |       |                    |       |      |            |                                            |             |
| Vlag van Engeland | Frank Soo          | 12/03/1914    |      |       |                    |       |      |            |                                            |             |

## Olympische Spelen 1984
- Resultaat: eerste ronde

data corresponderend met situatie voorafgaand aan toernooi
| №                  | Naam                | Geboortedatum | Caps | Goals | Club                     | Duels | Goal | Kreeg geel | Kreeg voor de tweede keer geel en dus rood | Weggestuurd |
| Doel               | Doel                | Doel          | Doel | Doel  | Doel                     | Doel  | Doel | Doel       | Doel                                       | Doel        |
| ------------------ | ------------------- | ------------- | ---- | ----- | ------------------------ | ----- | ---- | ---------- | ------------------------------------------ | ----------- |
| 1                  | Erik Thorstvedt     | 28/10/1962    | 12   | 0     | Viking FK                | 3     | 0    | 0          | 0                                          | 0           |
| 12                 | Ola By Rise         | 14/11/1960    | 0    | 0     | Rosenborg BK             | 0     | 0    | 0          | 0                                          | 0           |
| Verdediging        |                     |               |      |       |                          |       |      |            |                                            |             |
| 2                  | Svein Fjælberg      | 12/01/1959    | 17   | 0     | Viking FK                | 3     | 0    | 0          | 0                                          | 0           |
| 3                  | Terje Kojedal       | 16/08/1957    | 24   | 0     | Ham-Kam                  | 3     | 0    | 0          | 0                                          | 0           |
| 4                  | Knut Torbjørn Eggen | 01/11/1960    | 1    | 0     | Rosenborg BK             | 3     | 0    | 1          | 0                                          | 0           |
| 5                  | Trond Sirevåg       | 17/10/1955    | 1    | 0     | Bryne FK                 | 0     | 0    | 0          | 0                                          | 0           |
| 7                  | Per Edmund Mordt    | 25/03/1965    | 0    | 0     | Vålerenga IF             | 2     | 0    | 0          | 0                                          | 0           |
| Middenveld         |                     |               |      |       |                          |       |      |            |                                            |             |
| 6                  | Per Egil Ahlsen     | 04/03/1958    | 8    | 0     | Fredrikstad FK           | 3     | 1    | 1          | 0                                          | 0           |
| 8                  | Kai Herlovsen       | 25/09/1959    | 11   | 0     | Borussia Mönchengladbach | 3     | 0    | 0          | 0                                          | 0           |
| 9                  | Stein Gran          | 20/11/1958    | 3    | 0     | Vålerenga IF             | 2     | 0    | 0          | 0                                          | 0           |
| 10                 | Tom Sundby          | 15/12/1960    | 11   | 0     | Lillestrøm SK            | 3     | 0    | 0          | 0                                          | 0           |
| 14                 | Egil Johansen       | 30/04/1962    | 1    | 1     | Vålerenga IF             | 3     | 0    | 1          | 0                                          | 0           |
| 15                 | Jan Berg            | 14/05/1965    | 7    | 0     | Molde FK                 | 1     | 0    | 0          | 0                                          | 0           |
| Aanval             |                     |               |      |       |                          |       |      |            |                                            |             |
| 11                 | Stein Kollshaugen   | 16/02/1956    | 17   | 7     | Moss FK                  | 1     | 0    | 0          | 0                                          | 0           |
| 13                 | Joar Vaadal         | 02/08/1960    | 1    | 0     | Lillestrøm SK            | 2     | 2    | 1          | 0                                          | 0           |
| 16                 | André Krogsæter     | 12/05/1961    | 0    | 0     | Lillestrøm SK            | 3     | 0    | 0          | 0                                          | 0           |
| 17                 | Arve Seland         | 12/07/1963    | 0    | 0     | IK Start                 | 3     | 0    | 0          | 0                                          | 0           |
| Bondscoach         |                     |               |      |       |                          |       |      |            |                                            |             |
| Vlag van Noorwegen | Tor Røste Fossen    | 19/06/1940    |      |       |                          |       |      |            |                                            |             |

## WK-eindronde 1994
- Resultaat: eerste ronde

data corresponderend met situatie voorafgaand aan toernooi
| №                  | Naam                | Geboortedatum | Caps | Goals | Club              | Duels | Goal | Kreeg geel | Kreeg voor de tweede keer geel en dus rood | Weggestuurd |
| Doel               | Doel                | Doel          | Doel | Doel  | Doel              | Doel  | Doel | Doel       | Doel                                       | Doel        |
| ------------------ | ------------------- | ------------- | ---- | ----- | ----------------- | ----- | ---- | ---------- | ------------------------------------------ | ----------- |
| 1                  | Erik Thorstvedt     | 28/10/1962    | 85   |       | Tottenham Hotspur | 3     | 0    | 0          | 0                                          | 0           |
| 12                 | Frode Grodås        | 24/10/1964    | 12   |       | Lillestrøm SK     | 0     | 0    | 0          | 0                                          | 0           |
| 13                 | Ola By Rise         | 14/11/1960    | 15   |       | Rosenborg BK      | 0     | 0    | 0          | 0                                          | 0           |
| Verdediging        |                     |               |      |       |                   |       |      |            |                                            |             |
| 2                  | Gunnar Halle        | 11/08/1965    | 45   |       | Oldham Athletic   | 2     | 0    | 0          | 0                                          | 0           |
| 3                  | Erland Johnsen      | 05/04/1967    | 19   |       | Chelsea           | 1     | 0    | 1          | 0                                          | 0           |
| 4                  | Rune Bratseth       | 19/03/1961    | 58   |       | Werder Bremen     | 3     | 0    | 0          | 0                                          | 0           |
| 5                  | Stig Inge Bjørnebye | 11/12/1969    | 35   |       | Rosenborg BK      | 3     | 0    | 1          | 0                                          | 0           |
| 17                 | Dan Eggen           | 13/01/1970    | 3    |       | Brøndby IF        | 0     | 0    | 0          | 0                                          | 0           |
| 18                 | Alf-Inge Håland     | 23/11/1972    | 3    |       | Nottingham Forest | 2     | 0    | 2          | 0                                          | 0           |
| 20                 | Henning Berg        | 01/09/1969    | 17   |       | Blackburn Rovers  | 3     | 0    | 0          | 0                                          | 0           |
| Middenveld         |                     |               |      |       |                   |       |      |            |                                            |             |
| 7                  | Erik Mykland        | 21/07/1971    | 26   |       | IK Start          | 3     | 0    | 0          | 0                                          | 0           |
| 8                  | Øyvind Leonhardsen  | 17/08/1970    | 29   |       | Rosenborg BK      | 3     | 0    | 1          | 0                                          | 0           |
| 10                 | Kjetil Rekdal       | 06/11/1968    | 33   |       | Lierse SK         | 3     | 1    | 0          | 0                                          | 0           |
| 11                 | Jahn Ivar Jakobsen  | 08/11/1965    | 45   |       | BSC Young Boys    | 3     | 0    | 0          | 0                                          | 0           |
| 14                 | Roger Nilsen        | 08/08/1969    | 20   |       | Sheffield United  | 0     | 0    | 0          | 0                                          | 0           |
| 15                 | Karl Petter Løken   | 14/08/1966    | 32   |       | Rosenborg BK      | 0     | 0    | 0          | 0                                          | 0           |
| 19                 | Roar Strand         | 02/02/1970    | 2    |       | Rosenborg BK      | 0     | 0    | 0          | 0                                          | 0           |
| 22                 | Lars Bohinen        | 08/09/1969    | 30   |       | Nottingham Forest | 3     | 0    | 0          | 0                                          | 0           |
| Aanval             |                     |               |      |       |                   |       |      |            |                                            |             |
| 6                  | Jostein Flo         | 03/10/1964    | 24   |       | Sheffield United  | 3     | 0    | 0          | 0                                          | 0           |
| 9                  | Jan Åge Fjørtoft    | 10/01/1967    | 51   |       | Swindon Town      | 2     | 0    | 0          | 0                                          | 0           |
| 16                 | Gøran Sørloth       | 16/07/1962    | 54   |       | Bursaspor         | 1     | 0    | 1          | 0                                          | 0           |
| 21                 | Sigurd Rushfeldt    | 11/12/1972    | 2    |       | Tromsø IL         | 1     | 0    | 0          | 0                                          | 0           |
| Bondscoach         |                     |               |      |       |                   |       |      |            |                                            |             |
| Vlag van Noorwegen | Egil Olsen          | 22/04/1944    |      |       |                   |       |      |            |                                            |             |

## EK-eindronde 1998 (U21)
- Resultaat: derde plaats

data corresponderend met situatie voorafgaand aan toernooi
| №                  | Naam                  | Geboortedatum | Caps | Goals | Club              | Duels | Goal | Kreeg geel | Kreeg voor de tweede keer geel en dus rood | Weggestuurd |
| Doel               | Doel                  | Doel          | Doel | Doel  | Doel              | Doel  | Doel | Doel       | Doel                                       | Doel        |
| ------------------ | --------------------- | ------------- | ---- | ----- | ----------------- | ----- | ---- | ---------- | ------------------------------------------ | ----------- |
| 1                  | Espen Baardsen        | 07/12/1977    |      |       | Tottenham Hotspur | ?     | 0    | 0          | 0                                          | 0           |
| 12                 | Terje Skjeldestad     | 18/01/1978    |      |       | Sogndal Fotball   | ?     | 0    | 0          | 0                                          | 0           |
| Verdediging        |                       |               |      |       |                   |       |      |            |                                            |             |
| 2                  | Odd Arne Espevoll     | 05/06/1976    |      |       | Viking Stavanger  | ?     | 0    | 0          | 0                                          | 0           |
| 4                  | Knut Henry Haraldsen  | 14/12/1976    |      |       | Vålerenga IF      | ?     | 0    | 0          | 0                                          | 0           |
| 5                  | Vegard Heggem         | 13/07/1975    |      |       | Rosenborg BK      | ?     | 0    | 0          | 0                                          | 0           |
| 6                  | Jon Inge Høiland      | 20/09/1977    |      |       | Kongsvinger IL    | ?     | 0    | 0          | 0                                          | 0           |
| 7                  | Frode Kippe           | 17/01/1978    |      |       | Lillestrøm SK     | ?     | 0    | 0          | 0                                          | 0           |
| 14                 | Hai Ngoc Tran         | 10/01/1975    |      |       | Vålerenga IF      | ?     | 0    | 0          | 0                                          | 0           |
| 16                 | Steinar Pedersen      | 06/05/1975    |      |       | Borussia Dortmund | ?     | 0    | 0          | 0                                          | 0           |
| 17                 | Tommy Stenersen       | 23/11/1976    |      |       | Stabæk Fotball    | ?     | 0    | 0          | 0                                          | 0           |
| Middenveld         |                       |               |      |       |                   |       |      |            |                                            |             |
| 3                  | Trond Andersen        | 06/01/1975    |      |       | Molde FK          | ?     | 0    | 0          | 0                                          | 0           |
| 8                  | Eirik Bakke           | 13/09/1977    |      |       | Sogndal Fotball   | ?     | 0    | 0          | 0                                          | 0           |
| 9                  | Karl Oskar Fjørtoft   | 26/07/1975    |      |       | Molde FK          | ?     | 0    | 0          | 0                                          | 0           |
| 13                 | Rune Hagen            | 20/07/1975    |      |       | Strømsgodset IF   | ?     | 0    | 0          | 0                                          | 0           |
| 18                 | Daniel Berg Hestad    | 30/07/1975    |      |       | Molde FK          | ?     | 0    | 0          | 0                                          | 0           |
| 19                 | Bjarte Lunde Aarsheim | 14/01/1975    |      |       | Viking Stavanger  | ?     | 0    | 0          | 0                                          | 0           |
| Aanval             |                       |               |      |       |                   |       |      |            |                                            |             |
| 10                 | Thorstein Helstad     | 28/04/1977    |      |       | SK Brann Bergen   | ?     | 0    | 0          | 0                                          | 0           |
| 11                 | Steffen Iversen       | 10/11/1976    |      |       | Tottenham Hotspur | ?     | 0    | 0          | 0                                          | 0           |
| 15                 | Andreas Lund          | 07/05/1975    |      |       | IK Start          | ?     | 0    | 0          | 0                                          | 0           |
| 20                 | Erik Nevland          | 10/11/1977    |      |       | Viking Stavanger  | ?     | 0    | 0          | 0                                          | 0           |
| Bondscoach         |                       |               |      |       |                   |       |      |            |                                            |             |
| Vlag van Noorwegen | Nils Johan Semb       | 24/01/1959    |      |       |                   |       |      |            |                                            |             |

## WK-eindronde 1998
- Resultaat: achtste finales

data corresponderend met situatie voorafgaand aan toernooi
| №                  | Naam                | Geboortedatum | Caps | Goals | Club              | Duels | Goal | Kreeg geel | Kreeg voor de tweede keer geel en dus rood | Weggestuurd |
| Doel               | Doel                | Doel          | Doel | Doel  | Doel              | Doel  | Doel | Doel       | Doel                                       | Doel        |
| ------------------ | ------------------- | ------------- | ---- | ----- | ----------------- | ----- | ---- | ---------- | ------------------------------------------ | ----------- |
| 1                  | Frode Grodås        | 24/10/1964    | 39   | 0     | Tottenham Hotspur | 4     | 0    | 0          | 0                                          | 0           |
| 12                 | Thomas Myhre        | 16/10/1973    | 1    | 0     | Everton           | 0     | 0    | 0          | 0                                          | 0           |
| 13                 | Espen Baardsen      | 07/12/1977    | 0    | 0     | Tottenham Hotspur | 0     | 0    | 0          | 0                                          | 0           |
| Verdediging        |                     |               |      |       |                   |       |      |            |                                            |             |
| 2                  | Gunnar Halle        | 11/08/1965    | 60   | 5     | Leeds United      | 1     | 0    | 0          | 0                                          | 0           |
| 3                  | Ronny Johnsen       | 10/06/1969    | 33   | 2     | Manchester United | 4     | 0    | 0          | 0                                          | 0           |
| 4                  | Henning Berg        | 01/09/1969    | 52   | 5     | Manchester United | 4     | 0    | 1          | 0                                          | 0           |
| 5                  | Stig Inge Bjørnebye | 11/12/1969    | 62   | 1     | Liverpool         | 4     | 0    | 0          | 0                                          | 0           |
| 14                 | Vegard Heggem       | 13/07/1975    | 1    | 1     | Rosenborg BK      | 0     | 0    | 0          | 0                                          | 0           |
| 15                 | Dan Eggen           | 13/01/1970    | 13   | 1     | Celta de Vigo     | 4     | 1    | 0          | 0                                          | 0           |
| 19                 | Erik Hoftun         | 03/03/1969    | 4    | 0     | Rosenborg BK      | 0     | 0    | 0          | 0                                          | 0           |
| Middenveld         |                     |               |      |       |                   |       |      |            |                                            |             |
| 6                  | Ståle Solbakken     | 27/02/1968    | 34   | 6     | Aalborg BK        | 3     | 0    | 0          | 0                                          | 0           |
| 7                  | Erik Mykland        | 21/07/1971    | 54   | 2     | Panathinaikos     | 3     | 0    | 2          | 0                                          | 0           |
| 8                  | Øyvind Leonhardsen  | 17/08/1970    | 55   | 13    | Liverpool         | 3     | 0    | 1          | 0                                          | 0           |
| 10                 | Kjetil Rekdal       | 06/11/1968    | 66   | 14    | Hertha BSC        | 4     | 1    | 2          | 0                                          | 0           |
| 11                 | Jahn Ivar Jakobsen  | 08/11/1965    | 64   | 11    | Rosenborg BK      | 1     | 0    | 0          | 0                                          | 0           |
| 16                 | Jostein Flo         | 03/10/1964    | 44   | 11    | Strømsgodset IF   | 1     | 0    | 0          | 0                                          | 0           |
| 21                 | Vidar Riseth        | 21/04/1972    | 6    | 2     | LASK Linz         | 4     | 0    | 0          | 0                                          | 0           |
| 22                 | Roar Strand         | 02/02/1970    | 4    | 2     | Rosenborg BK      | 3     | 0    | 0          | 0                                          | 0           |
| Aanval             |                     |               |      |       |                   |       |      |            |                                            |             |
| 9                  | Tore André Flo      | 15/06/1973    | 25   | 12    | Chelsea           | 4     | 1    | 0          | 0                                          | 0           |
| 17                 | Håvard Flo          | 04/04/1970    | 9    | 2     | Werder Bremen     | 4     | 1    | 1          | 0                                          | 0           |
| 18                 | Egil Østenstad      | 02/01/1972    | 14   | 6     | Southampton       | 1     | 0    | 0          | 0                                          | 0           |
| 20                 | Ole Gunnar Solskjær | 26/02/1973    | 13   | 8     | Manchester United | 3     | 0    | 0          | 0                                          | 0           |
| Bondscoach         |                     |               |      |       |                   |       |      |            |                                            |             |
| Vlag van Noorwegen | Egil Olsen          | 22/04/1944    |      |       |                   |       |      |            |                                            |             |

## EK-eindronde 2000
- Resultaat: eerste ronde

data corresponderend met situatie voorafgaand aan toernooi
| №                  | Naam                | Geboortedatum | Caps | Goals | Club              | Duels | Goal | Kreeg geel | Kreeg voor de tweede keer geel en dus rood | Weggestuurd |
| Doel               | Doel                | Doel          | Doel | Doel  | Doel              | Doel  | Doel | Doel       | Doel                                       | Doel        |
| ------------------ | ------------------- | ------------- | ---- | ----- | ----------------- | ----- | ---- | ---------- | ------------------------------------------ | ----------- |
| 1                  | Thomas Myhre        | 16/10/1973    | 11   | 0     | Everton           | 3     | 0    | 0          | 0                                          | 0           |
| 12                 | Frode Olsen         | 12/10/1967    | 14   | 0     | Sevilla           | 0     | 0    | 0          | 0                                          | 0           |
| 13                 | Morten Bakke        | 16/12/1968    | 2    | 0     | Molde FK          | 0     | 0    | 0          | 0                                          | 0           |
| Verdediging        |                     |               |      |       |                   |       |      |            |                                            |             |
| 2                  | André Bergdølmo     | 12/10/1971    | 25   | 0     | Rosenborg BK      | 3     | 0    | 1          | 0                                          | 0           |
| 3                  | Bjørn Otto Bragstad | 05/01/1979    | 11   | 0     | Rosenborg BK      | 3     | 0    | 0          | 0                                          | 0           |
| 4                  | Henning Berg        | 01/09/1969    | 71   | 8     | Manchester United | 1     | 0    | 0          | 0                                          | 0           |
| 5                  | Trond Andersen      | 06/01/1975    | 8    | 0     | Wimbledon         | 0     | 0    | 0          | 0                                          | 0           |
| 14                 | Vegard Heggem       | 13/07/1975    | 18   | 1     | Liverpool         | 2     | 0    | 0          | 0                                          | 0           |
| 16                 | Dan Eggen           | 13/01/1970    | 18   | 2     | Deportivo Alavés  | 3     | 0    | 0          | 0                                          | 0           |
| 22                 | Stig Inge Bjørnebye | 11/12/1969    | 71   | 1     | Brøndby IF        | 2     | 0    | 0          | 0                                          | 0           |
| Middenveld         |                     |               |      |       |                   |       |      |            |                                            |             |
| 6                  | Roar Strand         | 02/02/1970    | 23   | 4     | Rosenborg BK      | 2     | 0    | 0          | 0                                          | 0           |
| 7                  | Erik Mykland        | 21/07/1971    | 72   | 2     | Panathinaikos     | 3     | 0    | 2          | 0                                          | 0           |
| 8                  | Ståle Solbakken     | 27/02/1968    | 57   | 9     | Aalborg BK        | 1     | 0    | 0          | 0                                          | 0           |
| 11                 | Bent Skammelsrud    | 18/05/1966    | 35   | 6     | Rosenborg BK      | 2     | 0    | 0          | 0                                          | 0           |
| 15                 | John Arne Riise     | 24/09/1980    | 7    | 1     | AS Monaco         | 0     | 0    | 0          | 0                                          | 0           |
| 19                 | Eirik Bakke         | 13/09/1977    | 6    | 0     | Leeds United      | 3     | 0    | 1          | 0                                          | 0           |
| 21                 | Vidar Riseth        | 21/04/1972    | 26   | 2     | Celtic            | 1     | 0    | 0          | 0                                          | 0           |
| Aanval             |                     |               |      |       |                   |       |      |            |                                            |             |
| 9                  | Tore André Flo      | 15/06/1973    | 48   | 21    | Chelsea           | 3     | 0    | 0          | 0                                          | 0           |
| 17                 | John Carew          | 05/09/1979    | 14   | 3     | Rosenborg BK      | 3     | 0    | 0          | 0                                          | 0           |
| 18                 | Steffen Iversen     | 10/11/1976    | 15   | 5     | Tottenham Hotspur | 3     | 1    | 0          | 0                                          | 0           |
| 20                 | Ole Gunnar Solskjær | 26/02/1973    | 32   | 14    | Manchester United | 3     | 0    | 1          | 0                                          | 0           |
| Bondscoach         |                     |               |      |       |                   |       |      |            |                                            |             |
| Vlag van Noorwegen | Nils Johan Semb     | 24/02/1959    |      |       |                   |       |      |            |                                            |             |

## EK-eindronde 2013 (U21)
- Resultaat: Halve finale

data corresponderend met situatie voorafgaand aan toernooi
| №                  | Naam                  | Geboortedatum | Caps | Goals | Club                   | Duels | Goal | Kreeg geel | Kreeg voor de tweede keer geel en dus rood | Weggestuurd |
| Doel               | Doel                  | Doel          | Doel | Doel  | Doel                   | Doel  | Doel | Doel       | Doel                                       | Doel        |
| ------------------ | --------------------- | ------------- | ---- | ----- | ---------------------- | ----- | ---- | ---------- | ------------------------------------------ | ----------- |
| 1                  | Arild Østbø           | 19/04/1991    | 17   | 0     | Strømmen IF            | 1     | 0    | 0          | 0                                          | 0           |
| 12                 | Ørjan Nyland          | 10/09/1990    | 5    | 0     | Molde FK               | 3     | 0    | 0          | 0                                          | 0           |
| 23                 | Gudmund Kongshavn     | 23/01/1991    | 0    | 0     | Vålerenga IF           | 0     | 0    | 0          | 0                                          | 0           |
| Verdediging        |                       |               |      |       |                        |       |      |            |                                            |             |
| 2                  | Martin Linnes         | 20/09/1991    | 5    | 0     | Molde FK               | 3     | 0    | 0          | 0                                          | 0           |
| 3                  | Thomas Rogne          | 29/06/1990    | 15   | 2     | Celtic                 | 2     | 0    | 1          | 0                                          | 0           |
| 4                  | Stefan Strandberg     | 25/07/1990    | 21   | 0     | Rosenborg BK           | 4     | 1    | 0          | 0                                          | 0           |
| 5                  | Vegar Eggen Hedenstad | 26/06/1991    | 20   | 0     | SC Freiburg            | 3     | 0    | 0          | 0                                          | 1           |
| 6                  | Omar Elabdellaoui     | 05/12/1991    | 11   | 1     | Eintracht Braunschweig | 3     | 0    | 0          | 0                                          | 0           |
| 14                 | Fredrik Semb Berge    | 06/02/1990    | 9    | 0     | Odd Grenland           | 3     | 1    | 1          | 0                                          | 0           |
| Middenveld         |                       |               |      |       |                        |       |      |            |                                            |             |
| 7                  | Harmeet Singh         | 12/11/1990    | 35   | 4     | Feyenoord              | 2     | 1    | 0          | 0                                          | 0           |
| 13                 | Markus Henriksen      | 25/07/1992    | 8    | 2     | AZ Alkmaar             | 2     | 0    | 0          | 0                                          | 0           |
| 15                 | Håvard Nordtveit      | 21/06/1990    | 21   | 1     | Borussia M'gladbach    | 3     | 0    | 0          | 0                                          | 0           |
| 17                 | Anders Konradsen      | 18/07/1990    | 12   | 1     | Stade Rennes           | 2     | 0    | 1          | 0                                          | 0           |
| 18                 | Magnus Wolff Eikrem   | 08/08/1990    | 8    | 1     | Molde FK               | 3     | 1    | 1          | 0                                          | 0           |
| 20                 | Stefan Johansen       | 08/01/1991    | 3    | 0     | Strømsgodset IF        | 3     | 0    | 0          | 0                                          | 0           |
| 22                 | Abdisalam Ibrahim     | 01/05/1991    | 11   | 0     | Strømsgodset IF        | 2     | 0    | 1          | 0                                          | 0           |
| Aanval             |                       |               |      |       |                        |       |      |            |                                            |             |
| 8                  | Jo Inge Berget        | 11/09/1990    | 19   | 5     | Molde FK               | 3     | 1    | 0          | 0                                          | 0           |
| 9                  | Valon Berisha         | 07/02/1993    | 11   | 2     | Red Bull Salzburg      | 2     | 0    | 0          | 0                                          | 0           |
| 10                 | Marcus Pedersen       | 08/06/1990    | 17   | 6     | Odense BK              | 3     | 1    | 0          | 0                                          | 0           |
| 11                 | Håvard Nielsen        | 15/07/1993    | 7    | 3     | Red Bull Salzburg      | 4     | 0    | 0          | 0                                          | 0           |
| 16                 | Yann-Erik de Lanlay   | 14/05/1992    | 8    | 1     | Viking Stavanger       | 2     | 0    | 0          | 0                                          | 0           |
| 19                 | Flamur Kastrati       | 14/11/1991    | 10   | 3     | Erzgebirge Aue         | 1     | 0    | 0          | 0                                          | 0           |
| 21                 | Joshua King           | 15/01/1992    | 6    | 1     | Blackburn Rovers       | 2     | 0    | 0          | 0                                          | 0           |
| Bondscoach         |                       |               |      |       |                        |       |      |            |                                            |             |
| Vlag van Noorwegen | Tor Ole Skullerud     | 10/12/1970    |      |       |                        |       |      |            |                                            |             |

NFF · A-internationals · Selecties · Bondscoaches · Noors vrouwenelftal · Olympisch elftal · Noorwegen U21 · Noorwegen U20 · Noorwegen U19 · Noorwegen U18 · Noorwegen U17 · Noorwegen U16 · Vrouwen U17
1908 – 1919 ·
1920 – 1929 ·
1930 – 1939 ·
1940 – 1949 ·
1950 – 1959 ·
1960 – 1969 ·
1970 – 1979 ·
1980 – 1989 ·
1990 – 1999 ·
2000 – 2009 ·
2010 – 2019 ·
2020 − 2029
EK 2000
WK 1938 ·
WK 1994 ·
WK 1998
OS 1912 · 
OS 1920 · 
OS 1936 · 
OS 1952 · 
OS 1984
1908 ·
1909 ·
1910 ·
1911 ·
1912 · 
1913 · 
1914 · 
1915 · 
1916 · 
1917 · 
1918 · 
1919 · 
1920 · 
1921 · 
1922 · 
1923 · 
1924 · 
1925 · 
1926 · 
1927 · 
1928 · 
1929 · 
1930 · 
1931 · 
1932 · 
1933 · 
1934 · 
1935 · 
1936 · 
1937 · 
1938 · 
1939 · 
1940 – 1944 · 
1945 · 
1946 · 
1947 · 
1948 · 
1949 · 
1950 · 
1952 · 
1952 · 
1953 · 
1954 · 
1955 · 
1956 · 
1957 · 
1958 · 
1959 · 
1960 · 
1961 · 
1962 · 
1963 · 
1964 · 
1965 · 
1966 · 
1967 · 
1968 · 
1969 · 
1970 · 
1971 · 
1972 · 
1973 · 
1974 · 
1975 · 
1976 · 
1977 · 
1978 · 
1979 · 
1980 · 
1981 · 
1982 · 
1983 · 
1984 · 
1985 · 
1986 · 
1987 · 
1988 · 
1989 · 
1990 ·
1991 · 
1992 · 
1993 · 
1994 · 
1995 · 
1996 · 
1997 · 
1998 · 
1999 · 
2000 · 
2001 · 
2002 · 
2003 · 
2004 · 
2005 · 
2006 · 
2007 · 
2008 · 
2009 · 
2010 · 
2011 · 
2012 · 
2013 · 
2014 · 
2015 · 
2016 · 
2017 · 
2018 ·
2019 ·
2020 ·
2021 ·
2022 ·
2023 ·
2024
Albanië ·
Argentinië ·
Armenië ·
Australië ·
Azerbeidzjan ·
Bahrein ·
België ·
Bermuda ·
Bosnië en Herzegovina ·
Brazilië ·
Bulgarije ·
China ·
Colombia ·
Costa Rica ·
Cyprus ·
Denemarken ·
DDR ·
Duitsland ·
Egypte ·
Engeland ·
Estland ·
Faeröer ·
Finland ·
Frankrijk ·
Georgië ·
Ghana ·
Gibraltar ·
Grenada ·
Griekenland ·
Guatemala ·
Honduras ·
Hongarije ·
Hongkong ·
Ierland ·
IJsland ·
Israël ·
Italië ·
Jamaica ·
Japan ·
Joegoslavië ·
Jordanië ·
Kameroen ·
Kazachstan ·
Koeweit ·
Kosovo ·
Kroatië ·
Letland ·
Litouwen ·
Luxemburg ·
Malta ·
Marokko ·
Mexico ·
Moldavië ·
Montenegro ·
Nederland ·
Nieuw-Zeeland ·
Nigeria ·
Noord-Ierland ·
Noord-Korea ·
Noord-Macedonië ·
Oekraïne ·
Oman ·
Oostenrijk ·
Panama ·
Paraguay ·
Polen ·
Portugal ·
Qatar ·
Roemenië ·
Rusland ·
Saarland ·
San Marino ·
Saoedi-Arabië ·
Schotland ·
Senegal ·
Servië ·
Servië en Montenegro ·
Singapore ·
Slovenië ·
Slowakije ·
Sovjet-Unie ·
Spanje ·
Thailand ·
Trinidad en Tobago ·
Tsjechië ·
Tsjecho-Slowakije ·
Tunesië ·
Turkije ·
Uruguay ·
Verenigde Arabische Emiraten ·
Verenigde Staten ·
Verenigd Koninkrijk ·
Wales ·
Wit-Rusland ·
Zuid-Afrika ·
Zuid-Korea ·
Zweden ·
Zwitserland